# Synthpop

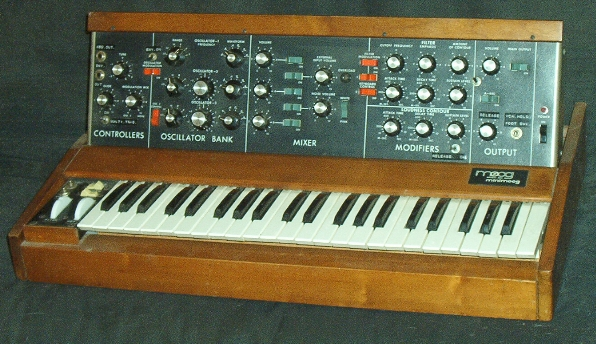
Wczesny syntezator Minimoog

Synthpop (synth pop, synth-pop, synthesizer pop, electropop lub technopop) – odmiana muzyki popularnej będąca nurtem muzyki nowofalowej, charakteryzująca się szerokim wykorzystaniem syntezatorów, automatów perkusyjnych oraz rozmaitych efektów elektronicznych.
Cechą charakterystyczną, tak samo jak w innych odmianach muzyki popularnej, jest melodyjność oraz często tematyka miłosna przejawiająca się w tekstach.
Synthpop powstał na fali fascynacji muzyków nietypowymi brzmieniami, jakie oferowały syntezatory. Początek synthpopu określa się na około 1978 rok. Rozkwit muzyki tego typu miał miejsce w latach 80. XX wieku, gdy instrumenty elektroniczne, najpierw analogowe, a później cyfrowe, były modne i szeroko wykorzystywane w muzyce. Choć pod koniec owej dekady moda na synthpop przeminęła, od połowy pierwszej dekady XXI wieku obserwuje się ponowny wzrost zainteresowania tym gatunkiem, jako nowa fala gatunku pod nazwą synthwave.
Bogate są też wpływy synthpopu na inne odmiany muzyki rozrywkowej.

## Znane zespoły synthpopowe
- 2 plus 1
- Alphaville
- Bronski Beat
- Classix Nouveaux
- Depeche Mode
- The Human League
- Eurythmics
- Kombi
- Kraftwerk
- New Order
- OMD
- Papa Dance
- Papa D
- Kapitan Nemo
- Pet Shop Boys
- Ultravox